# Riley Amos
Riley Amos (* 2. März 2002 in Durango) ist ein US-amerikanischer Cross-Country-Mountainbiker.

## Sportlicher Werdegang
Amos stammt aus Durango in Colorado, wo er noch immer lebt. Den Mountainbikesport nahm er mit 13 Jahren auf. 2019 wurde er US-amerikanischer Junioren-Meister im olympischen Cross-Country (XCO) sowie Zweiter bei den Panamerika-Meisterschaften. Außerdem war er an der Staffel beteiligt, bei denen die USA 2019 Silber bei Kontinental- und Weltmeisterschaften holten.
2020 konnte Amos infolge der Corona-Pandemie kaum Rennen fahren; bei den Weltmeisterschaften in Leogang belegte er bei den Junioren den vierten Platz. Im Folgejahr gewann er ebenfalls in Leogang sein erstes U23-Weltcup-Rennen; es war der erste Weltcup-Sieg eines männlichen amerikanischen Fahrers seit zehn Jahren. Außerdem gewann er die U23-Landesmeisterschaften. In der Folge erhielt er einen Vertrag bei Trek Factory Racing, nachdem er zuvor schon für deren Nachwuchsteam gefahren war.
Im U23-Weltcup 2023 spielte Amos mit drei Siegen und acht weiteren Podiumsplatzierungen in Cross-Country (XCO) und Shorttrack (XCC) eine führende Rolle. Bei den Weltmeisterschaften kam er auf den vierten Platz in der U23. Im U23-Weltcup 2024 gewann er in XCO wie XCC die ersten neun von zwölf Rennen. Bei den Panamerika-Meisterschaften im Mai holte er seinen ersten Titel in der Elite, als Panamerika-Meister im Shorttrack. Seine Leistungen brachten ihm die Nominierung für das olympische Mountainbikerennen ein, das er auf dem siebten Rang abschloss. Einen Monat darauf wurde er U23-Weltmeister im Shorttrack.

## Erfolge
2019
 US-amerikanischer Meister (Junioren) – Cross-Country XCO
 Panamerikanische Meisterschaften (Junioren) – Cross-Country (XCO)
 Panamerikanische Meisterschaften – Staffel XCR
 Weltmeisterschaften – Staffel XCR
2021
 US-amerikanischer Meister (U23) – Cross-Country XCO
Weltcup-Sieg in Leogang (U23) – Cross-Country XCO
 Weltmeisterschaften – Staffel XCR
2022
 Weltmeisterschaften – Staffel XCR
2023
Weltcup-Sieg in Vallnord (U23) – Cross-Country XCO
Weltcup-Sieg in Snowshoe (U23) – Shorttrack XCC
Weltcup-Sieg in Mont Sainte-Anne (U23) – Cross-Country XCO
2024
 Panamerika-Meister – Shorttrack XCC, Staffel XCR
 Panamerika-Meister (U23) – Cross-Country XCO
 Weltmeister (U23) – Shorttrack XCC
fünf Weltcup-Siege (U23) – Cross-Country XCO (Mairiporã, Araxá, Nové Město, Val di Sole, Crans-Montana)
vier Weltcup-Siege (U23) – Shorttrack XCC (Mairiporã, Araxá, Nové Město, Crans-Montana)